# Pogonomyrmex badius
Pogonomyrmex badius är en myrart som först beskrevs av Pierre André Latreille 1802.  Pogonomyrmex badius ingår i släktet Pogonomyrmex och familjen myror. Inga underarter finns listade i Catalogue of Life.

## Bildgalleri

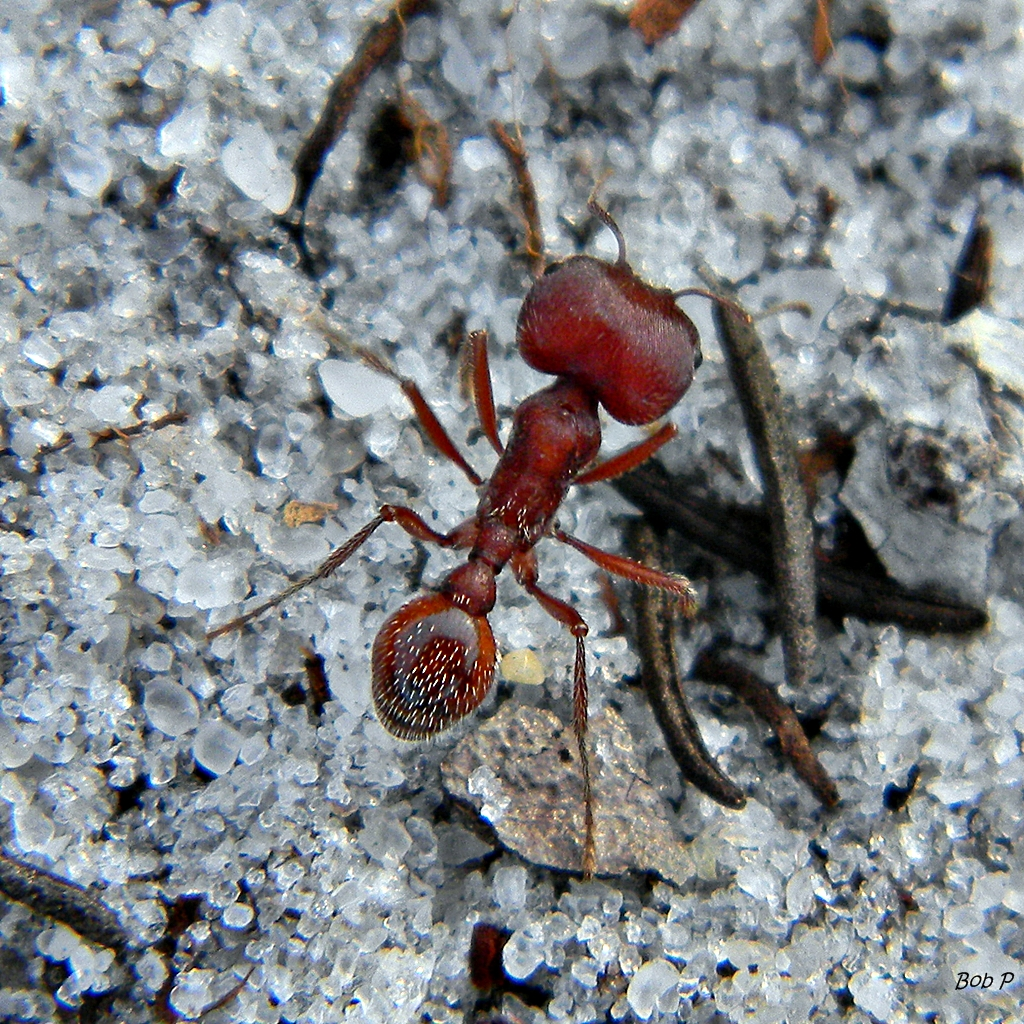